# محتجالك
محتجالك هو الألبوم الأول للفنانة اللبنانية نانسي عجرم، تم إصدار الألبوم بتاريخ 2 تشرين الأول/أكتوبر عام 1998.
الشركة المنتجة للألبوم حينئذ هي EMI Music Arabia.
يحتوي الألبوم على 7 أغان وصورت نانسي منه أغنية (محتجالك) بطريقة الفيديو كليب.

## تركيبة الألبوم وخلفيّته
بعد أن فازت عجرم بالميدالية الذهبية في مسابقة تلفزيون الواقع «نجوم المستقبل»، وقبل أن توقّع العقد مع شركة إي إم آي، تم اكتشاف نانسي من قبل الموسيقي اللبناني المعروف فؤاد عواد، ودرست عنده الموسيقى.
في سن الـ13 أصدرت عجرم أول أغنية لها «حبك علم قلبي الغيرة». ومن ثمّ في وقت لاحق أصدرت أغنيتها الثانية «قولها كلمة علشاني».
كان من المفترض أن يحتوي الألبوم على الأغنيتين المذكورتين، إلا أنه تم استبعادهما منه في نهاية المطاف.
سجلت نانسي الألبوم الأول لها وتعاونت فيه مع العديد من المؤلفين والموسيقيين المعروفين، منهم شاكر الموجي، جورج كرم، دسوقي عبد الحافظ، عصام زغيب، أنطوان الشاك، كمال الطويل وإيلي العليا..
تضمن الألبوم أغنية «يا واد يا تقيل» للراحلة سعاد حسني. وتم تصوير كليب واحد منه للأغنية الرئيسية وهي محتجالك.

## أصداء الألبوم
حقق الألبوم نجاحاً جيداً جداً باعتبار أن نانسي فنانة جديدة صغيرة وهو الألبوم الأول لها، وقد كان النجاح ذاك ملحوظاً من خلال أغنية «محتجالك» التي احتلت المراتب الأولى في الإذاعات اللبنانية لفترة طويلة.

## الاستجابة وردود الفعل
لوحظ الاهتمام بموهبة عجرم فيما بعد ووجهت لها العديد من النصائح، منها أن تقتصر في أعمالها على اللهجة اللبنانية فقط حتى تنجح في لبنان أولاً، ومن ثم تهتم باللهجات الأخرى كي تنطلق إلى الوطن العربي. ألبوم محتجالك يتضمن أغنية خليجية بعنوان «مدهش»، وأغنيتان باللهجة اللبنانية وهما «أول سهرة»، «أنا عم فكر فيك». والباقي باللهجة المصرية.
وبالفعل أصدرت نانسي عجرم فيما بعد ألبومها الثاني «شيل عيونك عني»، وتضمن اللهجة اللبنانية فقط..

## الأغاني
| رقم المسار    | العنوان            | كلمات            | ألحان         | المدة |
| ------------- | ------------------ | ---------------- | ------------- | ----- |
| 1             | محتجالك            | دسوقي عبد الحافظ | شاكر الموجي   | 5:53  |
| 2             | مدهش               | طوني أبي كرم     | جورج كرم      | 4:35  |
| 3             | أنا عم فكر فيك     | طانيوس حرفوش     | شاكر الموجي   | 5:23  |
| 4             | أكيد يا حياتي أكتر | طانيوس حرفوش     | شاكر الموجي   | 6:27  |
| 5             | أول سهرة           | عصام زغيب        | أنطوان الشاك  | 4:58  |
| 6             | الحب طير           | طانيوس حرفوش     | شاكر الموجي   | 6:00  |
| 7             | يا واد يا تقيل     | صلاح جاهين       | كمال الطويل   | 4:59  |
| المدة الكاملة | المدة الكاملة      | المدة الكاملة    | المدة الكاملة | 38:15 |

## وصلات خارجية
- محتجالك على موقع أول موفي (الإنجليزية)
- الموقع الرسمي لنانسي عجرم